# Südschleife
Die Südschleife war ein 7,747 Kilometer langer Teil der Motorsport-Rennstrecke Nürburgring in der Eifel. Sie wurde zusammen mit der Nordschleife zwischen 1925 und 1927 erbaut.
Die Strecke führte südlich von Start und Ziel durch den Eifelwald der Gemarkung Müllenbach, mit einem Gefälle von bis zu 11 % und Steigungen bis 16 %. Der Höhenunterschied betrug 143 Meter. An der Strecke war die Fahrbahn 8 Meter breit, im Start-und-Ziel-Bereich 20 Meter.

## Südschleife als Streckenvariante des Nürburgrings bis 1982
Die Start-und-Ziel-Gerade sowie die Gegengerade des Nürburgrings waren bis 1982 Bestandteile der Start-und-Ziel-Schleife, der so genannten Betonschleife. Mit ihr wurden Süd- oder Nordschleife je nach Veranstaltung zur eigentlichen Rennstrecke kombiniert. Insgesamt waren am Nürburgring vier Streckenvarianten möglich, die dieselbe Start-und-Ziel-Anlage, dieselben Boxen wie auch die dieselbe Verbindung zum Fahrerlager nutzten:
- Betonschleife (2,292 km)
- Südschleife in Kombination mit Betonschleife (7,747 km)
- Nordschleife in Kombination mit Betonschleife (22,835 km[2])
- Gesamtkurs: Kombination Betonschleife/Südschleife/Nordschleife (28,265 km)

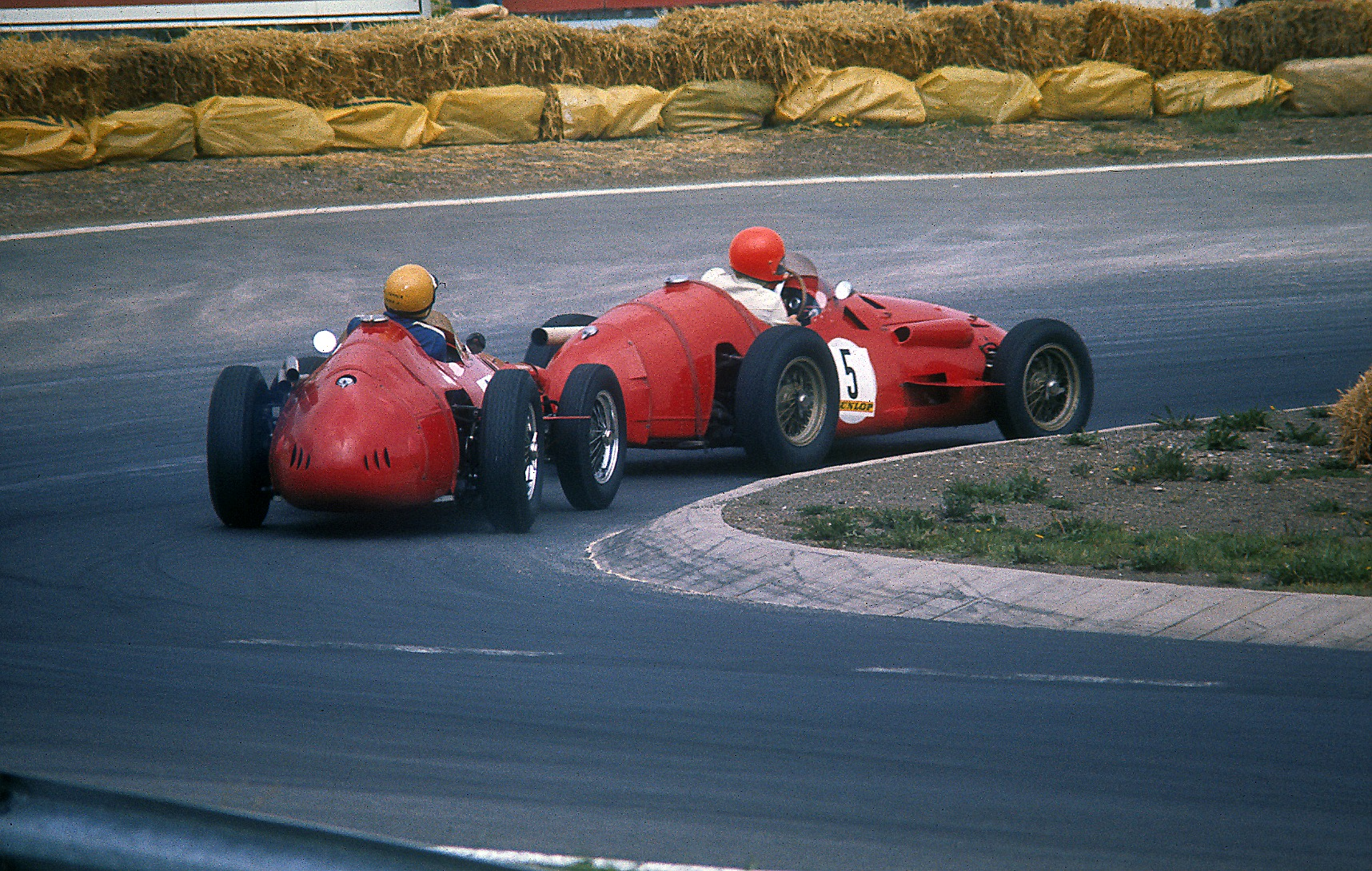
Nordkehre 1977

Bei einem Rennen, das auf der Südschleife (in Kombination mit der Betonschleife) ausgetragen wurde, bogen die Fahrzeuge etwa 550 Meter nach dem Start nach links in Richtung Bränkekopf ab. Nach weiteren 5,6 Kilometern hatten sie die Südschleife komplett durchfahren und gelangten zur Gegengeraden hinter den Boxenanlagen. Von dort ging es in die Nordkehre der Betonschleife, die wieder zu Start und Ziel führte. Für kleinere Veranstaltungen oder Testfahrten, die die Start-und-Ziel-Anlage nicht brauchten, ließ sich die Südschleife durch eine Querverbindung auch unabhängig von der Betonschleife nutzen. Beispielsweise vor dem 1000-km-Rennen auf dem Nürburgring 1969 stimmten Alfa Romeo (Tipo 33) und Porsche ihre Sportprototypen auf dieser Variante ab. Auch BMW gebrauchte diese Streckenvariante zur Fahrwerksabstimmung ihres Formel 2.
Bei Rennen, für welche die Südschleife mit der Nordschleife zum Gesamtkurs verbunden wurde, bogen die Fahrzeuge, die aus der Südschleife kamen, am Ende der Gegengeraden nach links in Richtung Hatzenbach ab – wie bei den Rennen auf der Nordschleife.

### Nutzung der Südschleife bis 1968
Die Möglichkeit, Süd- und Nordschleife wie beim Eröffnungsrennen am 18. Juni 1927 zum 28,265 Kilometer langen Gesamtkurs zu verbinden, wurde nach 1931 nicht mehr genutzt. Auf der Südschleife liefen danach vorwiegend Motorradrennen. Von 1928 bis 1931 und von 1958 bis 1968 fand dort aber auch das Eifelrennen für Motorräder und Wagen statt.
Am 31. Juli 1960 war die Südschleife Schauplatz des nicht zur Fahrerweltmeisterschaft zählenden Großen Preises von Deutschland für Formel-2-Wagen, den Joakim Bonnier vor Wolfgang Graf Berghe von Trips, beide auf Porsche 718/2, gewann. 1965 und 1968 wurde der Große Preis von Deutschland für Motorräder im Rahmen der Motorrad-Weltmeisterschaft auf der Südschleife ausgetragen.

### Umbauten des Nürburgrings

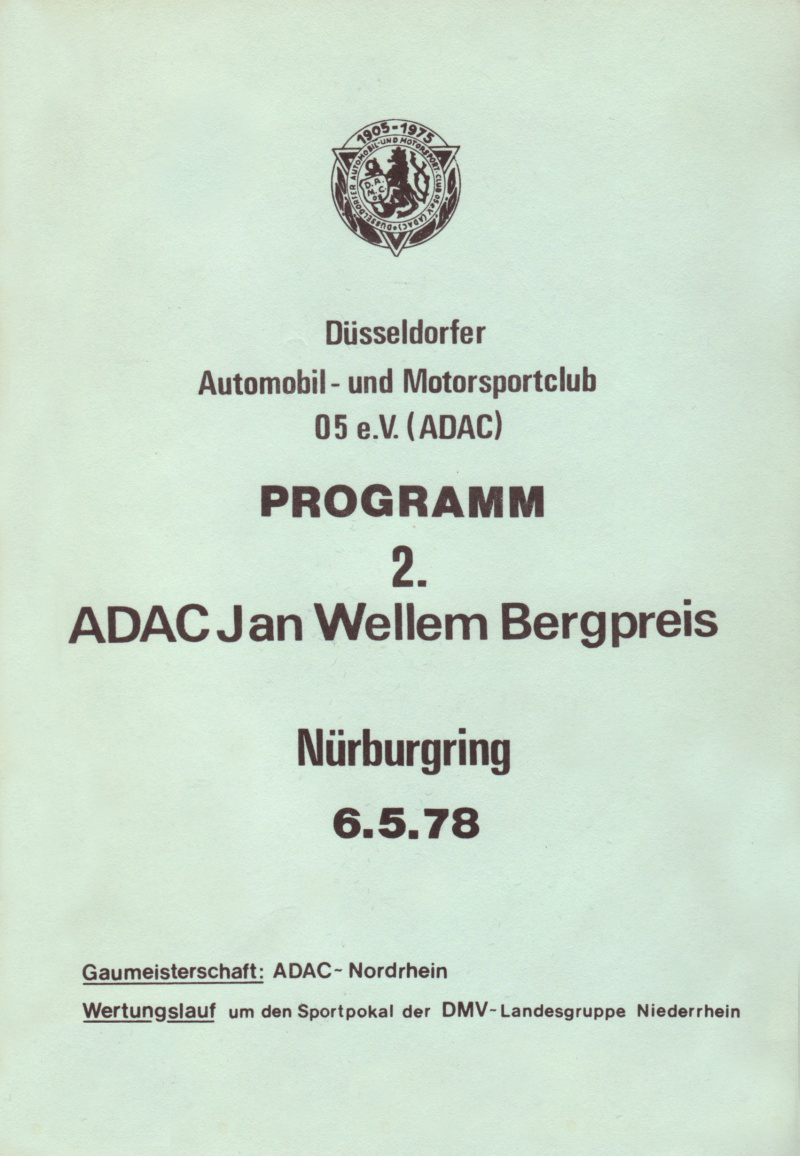
Programmheft Jan-Wellem-Bergpreis 1978

In die Umbauarbeiten der Nordschleife 1970/71 wurde die Südschleife nicht mit einbezogen. Dadurch war der Sicherheitsstandard der Südschleife niedriger und ab Mitte der 1970er-Jahre fanden dort keine Rundstreckenrennen mehr statt.
Stattdessen gab es mehrere Bergrennen mit Start in Müllenbach, dem tiefsten Punkt der Strecke. Gefahren wurde entgegen der üblichen Richtung hoch in Richtung Start und Ziel der Betonschleife. Da die Rückführung der Fahrzeuge nach Müllenbach über den nach wie vor bestehenden Rundkurs der Südschleife erfolgte, war ein unterbrechungsloser Rennbetrieb möglich. Solche Bergrennen konnten innerhalb eines Tages mit allen Trainings- und Wertungsläufen durchgeführt werden.
Im Zuge des Baus der neuen Grand-Prix-Strecke am Nürburgring in den Jahren 1983 und 1984 wurde die Südschleife aufgegeben und rückgebaut.

## Streckenabschnitte
| km    | Streckenabschnitt     |
| ----- | --------------------- |
| 0     | Start- und Ziel       |
|       | Start- und Zielgerade |
|       | Anbindung Südkehre    |
| 1     |                       |
|       | Bränkekopf            |
| 2     | Aschenschlag          |
|       | Seifgen               |
| 3     |                       |
|       | Bocksberg             |
| 4     | Müllenbach            |
|       | Rassrück              |
| 5     |                       |
|       | Scharfer Kopf         |
| 6     |                       |
|       | Gegengerade           |
| 7     |                       |
|       | Nordkehre             |
| 7,747 | Start- und Ziel       |

Die Streckenabschnitte trugen u. a. die Namen Bränkekopf, Aschenschlag, Seifgen, Bocksberg, Müllenbach und Scharfer Kopf.

Die Position der Südschleife im Vergleich zur heutigen GP-Strecke
Streckenführung der Südschleife 1927–1972
Geänderte Anbindung Südschleife von 1973
Die Start-und-Ziel-Schleife mit der Süd- und Nordkehre

## Rundenrekord 1970
Den Rundenrekord auf der Südschleife hält Helmut Kelleners mit 2:38,6 Minuten = 175,85 km/h, gefahren mit einem March 707 im CanAm-Lauf des 3. Internationalen AvD SCM-Rundstreckenrennens am 18. Oktober 1970. Vorheriger Rekordhalter war Brian Redman, der im Formel-2-Rennen am 21. April 1968 mit einem Ferrari 2:47,0 Minuten = 161,03 km/h erzielte.

## Heutige Nutzung

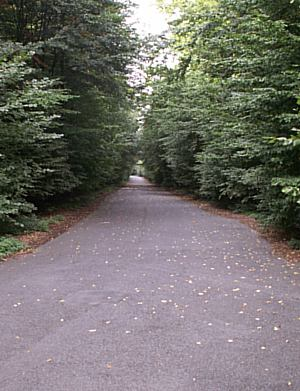
Überreste der Südschleife 2006

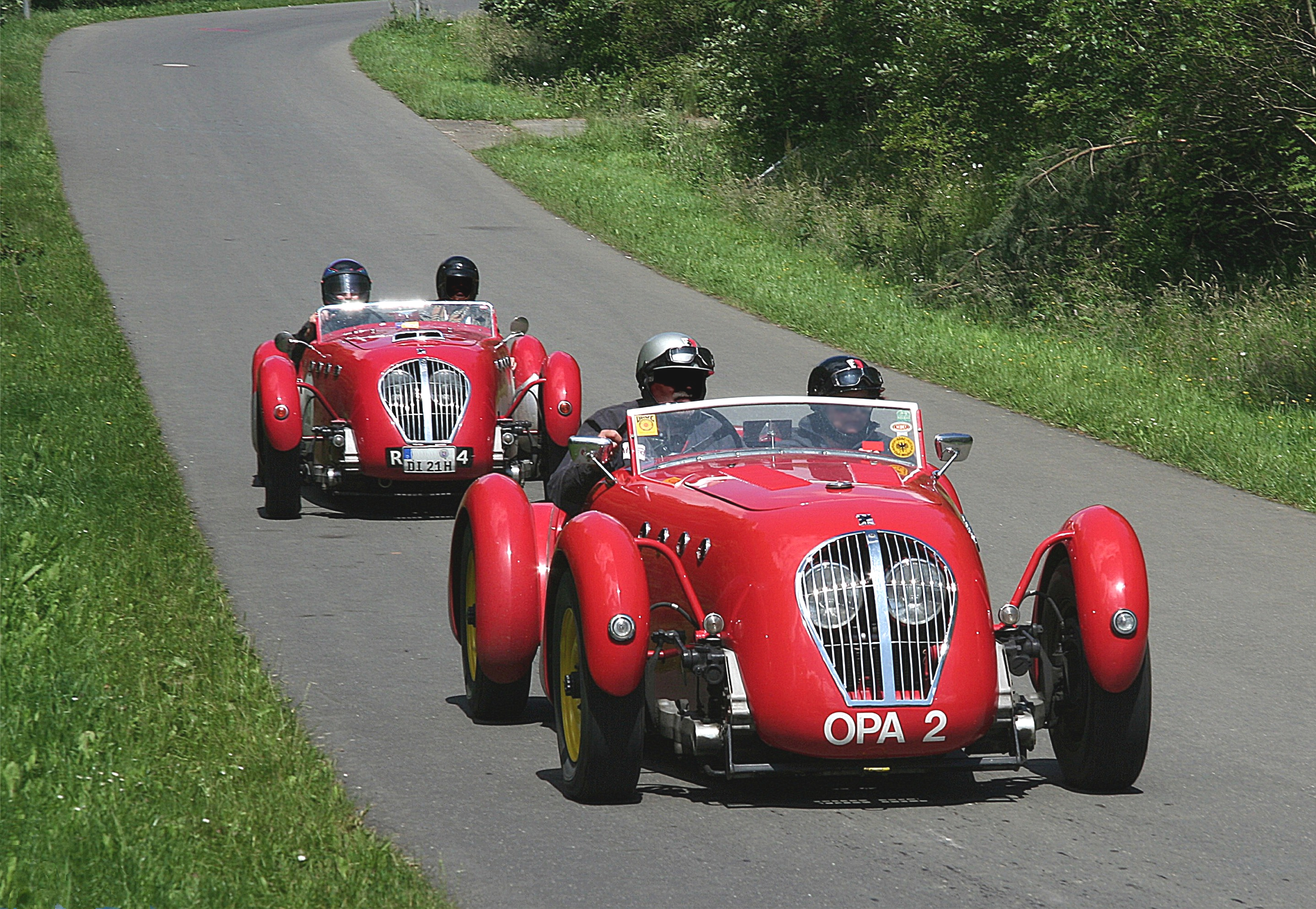
Zwei Healey Silverstone beim Oldtimer-Festival des DAMC 05 im Juni 2007 auf einem verbliebenen Teil der Südschleife

Der Südwestteil der Südschleife ist heute Bestandteil der öffentlichen Kreisstraße K72. Der nördliche Teil bildet Zufahrtswege zu den Parkplätzen im südlichen Bereich der Grand-Prix-Strecke. Der ehemalige Streckenabschnitt am Bocksberg wurde nahezu vollständig abgerissen. Der parallel dazu verlaufende Sicherheitsweg führt heute durch ein Gewerbegebiet in Müllenbach und trägt dort die Bezeichnung Südschleife als offiziellen Straßennamen.
Wertungsprüfungen der Rallye Köln-Ahrweiler führen alljährlich über die Reste der Südschleife. Außerdem zeigte der Düsseldorfer Automobil- und Motorsport-Club 05 (DAMC 05) im Verlauf seines Oldtimer Festivals historische Fahrzeuge auf der ehemaligen Rennstrecke.